# قویسنا
قویسنا (به عربی: قویسنا) یک منطقهٔ مسکونی در مصر است که در استان منوفیه واقع شده‌است. قویسنا ۲۱۰ کیلومتر مربع مساحت دارد.